# Baba Kot
Baba Kot est un village de la province du Baloutchistan, dans le sud-ouest du Pakistan.

## Événement notoire
Le massacre de cinq femmes, enterrées vivantes à la pelleteuse mécanique pour avoir voulu épouser d'autres hommes que les cousins que leur tribu leur avait assignés, a été médiatisé par le journal pakistanais Jang le 24 juillet 2008. Ce meurtre collectif provoqua un violent débat au Sénat pakistanais qui déboucha sur l'adoption de résolutions dénonçant ces crimes traditionnels.